# Snus
Snus er et nydelsesmiddel af findelt, indsovset, gæret tobak blandet med ammoniak og vand, evt. tilsat forskellige smagsstoffer som whisky. Det indtages gennem næsen eller munden. Snus indeholder nikotin, som er stærkt afhængighedsskabende.
I nyere tid er såkaldte nikotinposer kommet til. Selvom der er forskel på snus og nikotinposer, bruges de i stigende grad synonymt (se nærmere herom i næste afsnit, "Røgfri tobak"). De har fået en stigende popularitet blandt unge - især drenge. I Danmark bruger 6 % af unge mellem 15 og 24 år røgfri tobak dagligt. Lejlighedsvist, ofte i sociale sammenhænge, såsom til fester, bruger 5 % af de unge røgfri tobak. 62 % har aldrig prøvet at bruge røgfri tobak.
Der er stor forskel på drenge og pigers brug af røgfri tobak. Mens 10 % af drengene bruger røgfri tobak dagligt, er det kun 2 % af pigerne, der bruger det ligeså ofte.
Der er tillige udviklet nikotinfri snusprodukter.

## Røgfri tobak
Røgfri tobak er en betegnelse, der dækker over de traditionelle snus-produkter og de nyere nikotinposer. Snus bruges dog ofte i flæng som fælles betegnelse for de to produkter.
I en undersøgelse lavet af Sundhedsstyrelsen fremgår det, at 85 % af de unge, der bruger røgfri tobak, bruger snus. 57 % af alle adspurgte svarer samtidigt, at de køber det i danske butikker, hvor snus er ulovligt. Det viser enten, at danske kiosker og dagligvarebutikker sælger snus ulovligt, eller at de unge faktisk bruger nikotinposer, mens de to begreber bruges forkert. Nikotinposer lader til at være mere udbredt, men også traditionel snus bruges endnu i Danmark, typisk ulovligt importeret fra Sverige.
Nikotinposer
Tyggetobak, også kaldet nikotinposer, eller i daglig tale blot snus, er små aflange, firkantede poser. Mærket LYFT er ét af de mest populære. Det sælges i mange danske supermarkeder, kiosker og lignende købmandssteder.
Indholdet af LYFT-nikotinposer består af vand, fyldemiddel (E460), salt, aromaer, nikotin, xylitol, geleringsmiddel (E401), surhedsregulerende middel (E500), salmiak og sødestof (E950).
De nikotinposer de unge bruger, f.eks. LYFT, bevirker, at de senere kan få problemer med tandkødet/tænderne. Om det er et problem vides ikke, men skadeligt er det. 

## Snusen i Sverige
Mundsnusen blev for alvor populær i 1810-1840 i Sverige. I begyndelsen blev snus kun brugt af adelen og borgerskabet. Men med mundsnusen blev det populært at snuse, især blandt den almindelige befolkning, som opdagede, at det er muligt at arbejde og snuse samtidigt. 
Historisk
I 1700-tallet blev snus indtaget nasalt (i næsen). Ved at kombinere lugtesnus og tyggetobak, opstod ideen om snus til munden. Det var svenskerne der i slutningen af 1700-tallet først fik denne form for snus (munsnus eller läpp-snus). Fra Sverige er skikken udbredt til Amerika og Canada. 
I 1914 besluttede den svenske Riksdag, at al produktion af tobaksvarer skulle lægges under et statsmonopol. Der var i 1914 103 forskellige snusmærker. Omkring 1919 var forbruget af snus på 7.000 tons om året, hvilket betød at den 2 millioner store befolkning i gennemsnit havde et forbrug på 3½ kg hver. I de følgende år faldt forbruget af snus, da cigaretterne kom på markedet. 
I 1961 blev monopolet i Sverige afskaffet. I 1970 blev snus ligestillet med fødevarer og opskrifterne på fremstillingen ændredes. Det blev samtidig et krav, at snusen blev mere holdbar. 
Portionssnusen – snus indpakket i teposelignende små pakker – blev første gang indført i Sverige i 1973. 

## Helbredseffekter ved brug af snus
I 1992 forbød EF salget af snus, fordi man formodede det var kræftfremkaldende. Sverige blev dog undtaget fra forbuddet, da landet kom i EU i 1995. Derfor vedtog EU i 1999 en forordning om, at kræft-advarslerne skulle fjernes fra røgfri tobak, herunder snus. Nu står der blot på pakkerne, at 'Denna tobaksvara kan skada din hälsa och är beroendeframkallande' (Denne tobaksvare kan skade dit helbred og er vanedannende).
I Danmark fortsatte man også med at sælge løs snus på trods af at EU-komissionen i juli 2011 udtalte at Danmark overtræder EUs tobaksdirektiv .
I 2015 tabte Danmark EU-sagen om salget af løs snus .

## Snus i andre lande
Mange tror fejlagtigt, at brugen af snus udelukkende er en svensk skik. Men der snuses også i Grønland, Danmark, Norge, Finland (især blandt svensk-talende), Østrig, USA og Centralamerika, på Færøerne, i Algeriet, Tunis, Libyen, Egypten, Nigeria og Sydafrika.

## En pris snus –priseur
At indtage en portion snus kaldes at tage 'en pris snus'. Og den der snuser hedder en priseur.
Ordet pris stammer fra fransk prendre, der betyder "at tage".